# Culicia parasita
Espèce
Culicia parasita, Culicia parasitica ou Cryptangia parasita, est une espèce éteinte de coraux appartenant à la famille des Rhizangiidae.

## Description et caractéristiques
Le Cellepora palmata est souvent en symbiose avec  le Culicia parasita.